# Superovo
Um superovo (ou super-ovo) é, em geometria, um sólido de revolução, que se obtém pela rotação de uma superelipse com expoente maior do que 2 em torno de seu maior eixo. Esse sólido pode ficar em pé sobre uma superfície plana.

## Descrição
Um superovo é um sólido de revolução cujas seções longitudinais são curvas de Lamé e cujas seções transversais são círculos . Define-se pela seguinte equação :
{\displaystyle \left|{\frac {\sqrt {x^{2}+y^{2}}}{r}}\right|^{p}+\left|{\frac {z}{h}}\right|^{p}\leq 1}
onde r é o raio horizontal no "equador" (a parte mais larga) e h é metade da altura. O expoente p determina o grau de esmagamento nos vértices e no equador. A definição pode ser modificada para uma igualdade estrita em vez de uma desigualdade, a fim de definir uma superfície de revolução em vez de um sólido.
Ao contrário de um esferoide oblongo, um superovo oblongo pode ficar em pé sem tombar quando colocado em uma superfície plana ou sobre outro superovo.

## Histórico

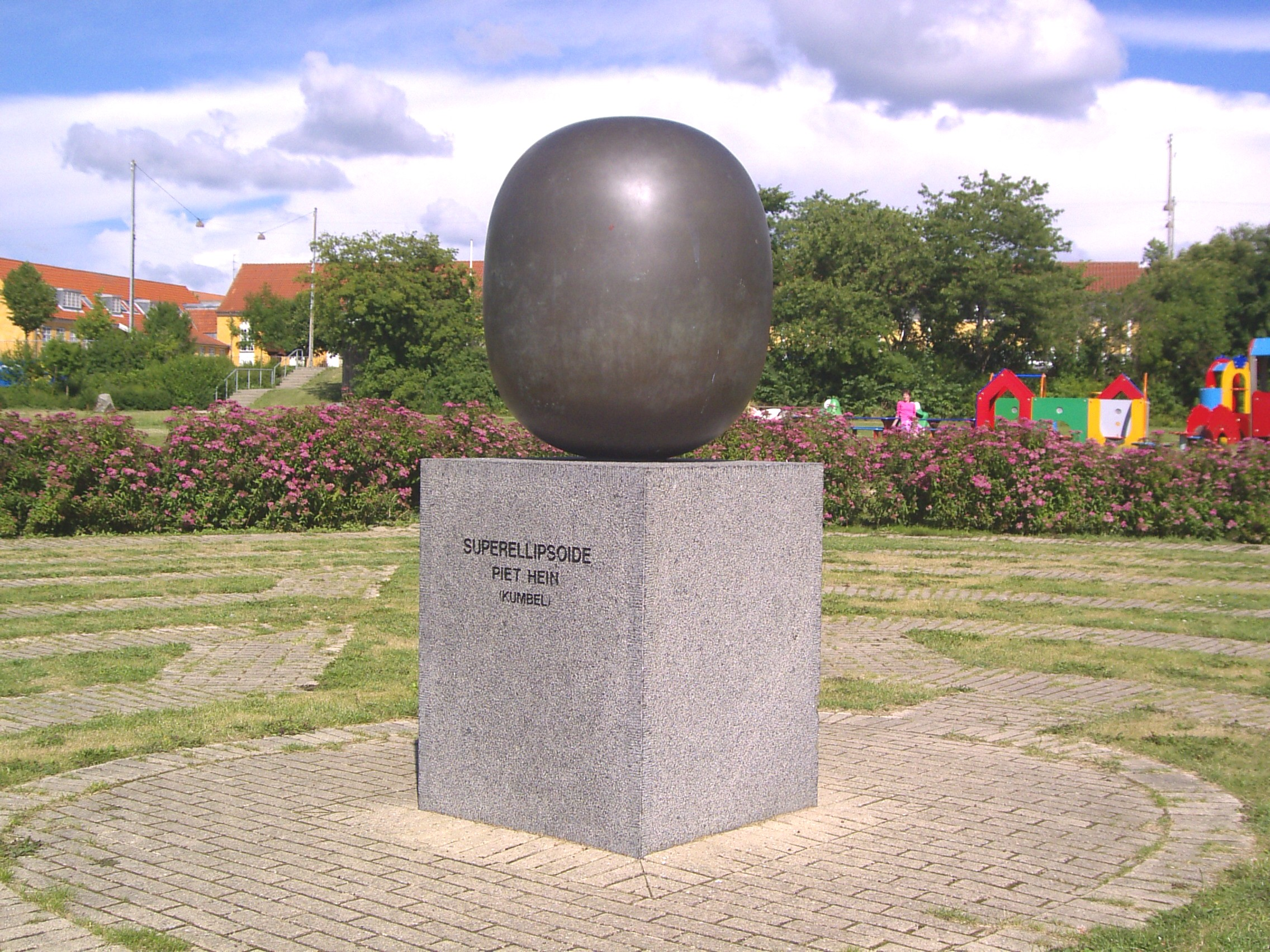
Uma escultura de superovo no Kumbeparken em Farum, Dinamarca.

O formato dos superovos foi popularizado pelo poeta e cientista dinamarquês Piet Hein e reproduzido no envelope plástico da surpresa do Kinder Ovo. Superovos de vários materiais foram vendidos como dispositivos de escritório na década de 1960.